# Командный чемпионат России по спидвею 2009
Командный чемпионат России по спидвею 2009 — семнадцатый розыгрыш турнира.  Впервые в истории в соревновании участвовали всего 3 клуба. 
От участия в чемпионате из-за финансовых проблем отказались клубы Салават и Лукойл, причём последний пропустил чемпионат уже второй год подряд. Кроме того, выступавшая в 2008 году в российском чемпионате украинская команда Шахтёр также приняла решение не участвовать в сезоне 2009 года.

## Регламент чемпионата
В связи с участием в чемпионате всего 3 команд (Мега-Лада, Турбина и Восток) было принято решение провести чемпионат в 4 круга, а не в 2, как ранее.
Также было решено провести чемпионат без участия иностранных гонщиков.

## Участники чемпионата
| Название команды | Город       | Название стадиона   |
| ---------------- | ----------- | ------------------- |
| Мега-Лада        | Тольятти    | Стадион "Строитель" |
| Турбина          | Балаково    | Стадион "Труд"      |
| Восток           | Владивосток | Стадион "Авангард"  |

### Составы
| Гонщик                 | СРЗ            |
| ---------------------- | -------------- |
| Даниил Иванов          | 2,125          |
| Сергей Даркин          | 1,727          |
| Илья Бондаренко        | 1,171          |
| Роман Иванов           | 1,257          |
| Евгений Сидорин        | 1,2 (не квал.) |
| Олег Кургускин         | 1              |
| Сергей Карачинцев      | 0,745          |
| Олег Бесчастнов        | 0,724          |
| Виталий Белоусов       | 0,455          |
| Сергей Сыгрышев        | 0 (не квал.)   |
| Михаил Зелепукин       | нс             |
| Вадим Заволгин         | нс             |
| Владимир Зубарев       | нс             |
| Александр Антипин      | нс             |
| Сергей Манжос          | нс             |
| Тренер: Олег Кургускин |                |

| Гонщик                 | СРЗ            |
| ---------------------- | -------------- |
| Григорий Лагута        | 2,667          |
| Артём Лагута           | 2,329          |
| Ренат Гафуров          | 2,316          |
| Алексей Харченко       | 2              |
| Максим Карайченцев     | 2 (не квал.)   |
| Руслан Гатиятов        | 1,895          |
| Вячеслав Казачук       | 1 (не квал.)   |
| Вадим Тарасенко        | 0,792          |
| Марат Гатиятов         | 0,7            |
| Александр Маринюк      | 0,313          |
| Михаил Кремер          | 0,3            |
| Михаил Скачко          | 0,2 (не квал.) |
| Александр Сиряк        | нс             |
| Даниил Литвинов        | нс             |
| Тренер: Игорь Столяров |                |

| Гонщик               | СРЗ          |
| -------------------- | ------------ |
| Эмиль Сайфутдинов    | 2,871        |
| Денис Гизатуллин     | 2,351        |
| Роман Поважный       | 2,292        |
| Семён Власов         | 2,103        |
| Денис Сайфутдинов    | 1,593        |
| Андрей Кудряшов      | 1,517        |
| Александр Локтаев    | 1,435        |
| Владимир Бородулин   | 1,100        |
| Сергей Кузин         | 0,889        |
| Максим Лобзенко      | 0 (не квал.) |
| Ленар Нигматзянов    | нс           |
| Артём Водяков        | нс           |
| Денис Носов          | нс           |
| Илья Чалов           | нс           |
| Виктор Кулаков       | нс           |
| Тренер: Олег Волохов |              |

Цветом выделены участники-юниоры.

## Ход чемпионата

### Результаты гонок
1 круг.
|           | Мега-Лада | Восток | Турбина   |
| --------- | --------- | ------ | --------- |
| Мега-Лада | x         | 36:54  | 28:62     |
| Восток    | 53:37     | x      | 48,5:41,5 |
| Турбина   | 62:28     | 44:45  | x         |

2 круг.
|           | Мега-Лада | Восток | Турбина |
| --------- | --------- | ------ | ------- |
| Мега-Лада | x         | 41:49  | 31:58   |
| Восток    | 58:32     | x      | 44:46   |
| Турбина   | 41:241    | 54:36  | x       |

## Итоговые результаты
| Место | Клуб      | Г | В | Н | П | О  | +/-  |
| ----- | --------- | - | - | - | - | -- | ---- |
| 1     | Турбина   | 8 | 6 | 0 | 2 | 12 | +124 |
| 2     | Восток    | 8 | 6 | 0 | 2 | 12 | +56  |
| 3     | Мега-Лада | 8 | 0 | 0 | 8 | 0  | -180 |

Чемпион России был определён по суммарной разнице очков в личных встречах Турбины и Востока: СК Турбина набрал на 10 очков больше, чем СК Восток.